# Matthew Cowles
Matthew C. Cowles (New York, 28 september 1944 – Bethlehem (Connecticut), 22 mei 2014) was een Amerikaans acteur.

## Biografie
Cowles begon in 1966 met acteren in het theater en heeft hierna nog enkele rollen gespeeld op het toneel.
Cowles begon met acteren voor televisie in 1969 in de televisieserie N.Y.P.D.. Hierna speelde hij rollen in televisieseries en films als The Friends of Eddie Coyle (1973), The World According to Garp (1982), The Money Pit (1986), Loving (1986-1987), All My Children (1984-1990), Nurse Betty (2000), Oz (2003) en Shutter Island (2010). Voor zijn rol in All My Children was hij drie keer genomineerd voor een prijs, twee keer (1978 en 1981) voor een Daytime Emmy Award en één keer voor een Soap Opera Digest Award (1992). Voor zijn rol in Loving werd hij ook een keer genomineerd voor de Soap Opera Digest Award.
Cowles was sinds 1983 getrouwd met actrice Christine Baranski, met wie hij twee dochters had. Het gezin woonde in Connecticut.

## Filmografie

### Films
- 2010 · Shutter Island – als kapitein op veerboot
- 2009 · Veronika Decides to Die – als Oude Fred
- 2009 · Possible Side Effects – als dr. Sassafras
- 2008 · Train Wreck – als man in afkickkliniek
- 2008 · How to Keep a Secret – als Leon
- 2007 · Trainwreck: My Life as an Idiot – als ontsmetter
- 2007 · The Living Wake – als Mossman
- 2003 · Season of the Hunted – als Mitch
- 2002 · City by the Sea – als Arnie
- 2002 · Noon Blue Apples – als Malfolio
- 2000 · Nurse Betty – als Merie
- 1996 · The Juror – als Rodney
- 1994 · The Cowboy Way – als Pop Fly
- 1994 · White Fang 2: Myth of the White Wolf – als Lloyd Halverson
- 1990 · Stella – als Sid
- 1989 · She's Back – als Sherman Bloom
- 1989 · Brenda Starr – als de echte kapitein Borg
- 1989 · Signs of Life – als bediende van Gasoline
- 1988 · Stars and Bars – als Beckman Gage
- 1986 · The Money Pit – als Marty
- 1985 · Love on the Run – als Yancy
- 1983 · Eddie Macon's Run – als Ray Barnes
- 1982 · The World According to Garp – als loodgieter
- 1977 · Slap Shot – als Charlie Kischel
- 1975 · The Happy Hooker – als Albert Ruffleson
- 1973 · The Friends of Eddie Coyle – als Pete
- 1972 · Crawlspace – als Dave Freeman
- 1971 · They Might Be Giants – als tiener
- 1970 · The People Next Door – als Wally
- 1969 · Me, Natalie – als Harvey Belman

### Televisieseries
Uitgezonderd eenmalige gastrollen.
- 2013 · All My Children - als Billy Clyde Tuggle - 32 afl.
- 2008-2009 · Life on Mars – als cowboy Dan – 4 afl.
- 2003 · Oz – als William Brandt – 4 afl.
- 1997 · The Bold and the Beautiful – als Curtis Love – 13 afl.
- 1977-1990 · All My Children – als Billy Clyde Tuggle – 88 afl.
- 1986-1987 · Loving – als Eban Japes - 2 afl.
- 1976 · Kojak – als Ryan – 2 afl.
- 1969 · N.Y.P.D. - als Joe Czernak - 2 afl.

## Theaterwerk
- 1976 · Dirty Jokes
- 1975 · Sweet Bird of Youth – als Tom Jr.
- 1969 · The Time of Your Life – als Dudley
- 1966 · Malcolm – als Malcolm

- Bibliothèque nationale de France: cb141671243 (data)
- International Standard Name Identifier: 0000 0004 3480 9860
- Library of Congress Control Number: no2018031311
- Virtual International Authority File: 309560437
- WorldCat: E39PBJc7WdBKWMT4BtfChHRh73